# Dede Korkut
Knjiga Dede Korkut ali Knjiga Korkut Ata (azerbajdžansko Kitabi-Dədə Qorqud, کتاب دده قورقود, turkmensko Kitaby Dädem Gorkut, turško Dede Korkut Kitabı) je najbolj znana med epskimi zgodbami Oguških Turkov. Zgodbe nosijo moralo in vrednote, pomembne za družbeni življenjski slog nomadskih turških ljudstev in njihova predislamska prepričanja. Mitska pripoved knjige je del kulturne dediščine ljudstev oguškega turškega izvora, predvsem Turčije, Azerbajdžana in Turkmenistana.
Do leta 2018 sta bila znana le dva rokopisa te knjige, vatikanski in dresdenski. Vendar je bil tej knjigi dodan nov epos z odkritjem Gonbadovega rokopisa. Jezik gonbadskega rokopisa je mešanega značaja in prikazuje živahne značilnosti obdobja prehoda iz poznejšega starooguškega turškega v zgodnjenovo turško iransko azerbajdžansko. Vendar pa obstajajo tudi pravopisne, leksikalne in slovnične strukture, ki so značilne za vzhodne Turke, kar kaže, da je izvirno delo nastalo na območju med Sir Darjo in Anatolijo, pozneje pa na novo napisano v Safavidskem Iranu v drugi polovici 16. stoletja. Kasneje je bil ponovno kopiran v drugi polovici 18. stoletja v obdobju Kadžarov na istem območju. Manjka prvi list Gonbadovega rokopisa. Iz tega razloga ni znano, kako je bilo ime rokopisa pisno zabeleženo.
Epske pripovedi Dede Korkut so med najbolj znanimi turškimi dastani med skupno več kot 1000 zabeleženimi epi med mongolskimi in turškimi jezikovnimi družinami.

## Nastanek in povzetek epa
Dede Korkut je junaški dastan (legenda), znan tudi kot Oghuz-nameh med Oguškim turškim ljudstvom, ki se začne v Srednji Aziji, nadaljuje v Anatoliji in je večino svojega delovanja osredotočen na azerbajdžanski Kavkaz. Po Bartholdovem mnenju »ni mogoče domnevati, da bi bil ta dastan napisan kjerkoli razen na Kavkazu«.
Za turška ljudstva, zlasti ljudi, ki se identificirajo kot Oguzi, je ta ep glavno skladišče etnične identitete, zgodovine, običajev in vrednostnih sistemov turških ljudstev skozi zgodovino. Spominja se bojev za svobodo v času, ko so bili Oguzi pastirsko ljudstvo, čeprav je »jasno, da so bile zgodbe v sedanji obliki v času, ko Turki oghuškega rodu niso več mislili o sebi kot Oguzi.« Od sredine 10. stoletja dalje je bil izraz 'Oghuz' med samimi Turki postopoma izpodrinjen s Turkoman (Turkmen); ta proces je bil končan do začetka 13. stoletja. Turkomani so bili tisti Turki, večinoma, a ne izključno Oguzi, ki so sprejeli islam in začeli voditi bolj sedeče življenje kot njihovi predniki. V 14. stoletju je federacija Oguzov ali, kot so jih takrat imenovali, turkomanskih plemen, ki so se imenovali Ak Kojunlu, ustanovila dinastijo, ki je vladala vzhodni Turčiji, Armeniji, Azerbajdžanu, Iraku, delu Sirije in zahodnemu Iranu.

### Vsebina
Dvanajst zgodb, ki predstavljajo glavnino dela, je bilo napisanih po prehodu Turkov v islam, junake pa pogosto prikazujejo kot dobre muslimane, zlobneže pa imenujejo nevernike, veliko pa je tudi sklicevanj na predislamsko magijo Turkov. Lik Dede Korkut, torej dedek Korkut, je splošno znan vedeževalec in bard ter služi za povezovanje zgodb med seboj, v trinajstem poglavju knjige pa so zbrani izreki, ki so mu pripisani. »V dastanih se Dede Korkut pojavlja kot aksakal [dobesedno 'belobradi', spoštovani starešina], svetovalec ali modrec, ki rešuje težave, s katerimi se soočajo člani plemena ... Med prebivalstvom so spoštovani aksakali modri in vedo kako rešiti probleme; med ašiki [recitiralci dastanov] jih na splošno imenujejo dede [dedek]. V preteklosti je ta izraz označeval spoštovane plemenske starešine, zdaj pa se uporablja v družinah; v mnogih krajih Azerbajdžana nadomešča ata [prednika ali oče].« Zgodovinar Rashid-al-Din Hamadani (um. 1318) pravi, da je bil Dede Korkut resnična oseba in je živel 295 let; da se je pojavil v času vladarja Oguzov Inala Syr Yavkuy kana, ki ga je poslal za veleposlanika k preroku; da je postal musliman; da je svetoval velikemu kanu Oguza, se udeležil volitev velikega kana in dajal imena otrokom.
Zgodbe pripovedujejo o bojevnikih in bitkah in verjetno temeljijo na spopadih med Oguzi ter Pečenegi in Kipčaki. Mnogi elementi zgodbe so poznani tistim, ki poznajo zahodno literarno tradicijo. Na primer, zgodba o pošasti z imenom Goggle-eye Tepegoz je dovolj podobna srečanju s Kiklopi v Homerjevi Odiseji, da se domneva, da je nanjo vplival grški ep ali da ima eno skupno starodavno anatolsko korenino. Knjiga zelo podrobno opisuje tudi različne športne dejavnosti starodavnih turških ljudstev: »Dede Korkut (1000–1300) je jasno omenjal določene telesne dejavnosti in igre. Dede Korkut opisuje atletske sposobnosti Turkov, tako moških kot žensk, so bili opisani kot »prvorazredni«, zlasti v jahanju, lokostrelstvu, ciritu (metu kopja), rokoborbi in polo, ki veljajo za turške nacionalne športe.«
Naslednji stavki so le nekateri izmed mnogih modrih izrekov, ki se pojavljajo v Dresdenskem in Gonbadskem rokopisu:
| Besedilo v izvirnem oguzskem turškem jeziku: Allāhına güveneŋ yumruḳ ursa ḳara daġlar yıḫar. Üstin ala bedirli ay gelende sıçramaḳa ḥamlelenür. Tekebbürlik eyleyeni Taŋrı sevmez. Kara saçuŋ dolaşmışını daraġ yazar. Eger erdür eger ḫatun bu dünyāda nāmūslı ġayretli ḳoççaḳ gerek. Yapa yapa ḳarlar yaġsa yaza ḳalmaz. Ecel vaʿde ėrmeyince kimse ölmez. Aġlamaġıla nesne mi olur? | Prevod: Tisti, ki zaupajo v Boga, uničijo tudi črne gore, če jih udarijo. Ko se na vrhu prikaže svetloba polne lune, [marogast nasilni tiger] naredi korak in skoči. Bog ne mara arogantnih ljudi. Glavnik je sposoben razvozlati zapletene črne lase. Če je moški ali ženska, je treba na tem svetu imeti pošteno in vneto srce. Če zapade kosmati sneg, se poleti ne bo zadrževal. Če ne pride dan umiranja, ta oseba ne bo umrla. Kaj lahko narediš z jokom? |

### Rokopisna tradicija
Od začetka 18. stoletja je bila knjiga Dedeja Korkuta prevedena v francoščino, angleščino, ruščino in madžarščino. Šele ko je pritegnil pozornost H. F. Von Dieza, ki je leta 1815 objavil delni nemški prevod Dede Korkuta, ki temelji na rokopisu, najdenem v Kraljevi knjižnici v Dresdnu, je Dede Korkut postal splošno znan na Zahodu. Edini drugi rokopis je leta 1950 odkril Ettore Rossi v Vatikanski knjižnici. Dokler ni bil Dede Korkut prepisan na papir, so dogodki, ki so v njem upodobljeni, preživeli v ustnem izročilu, vsaj iz 9. in 10. stoletja. Poglavje Bamsi Beyrek Dede Korkut skoraj dobesedno ohranja izjemno priljubljen srednjeazijski dastan Alpamiš, ki izvira še prej. Zgodbe so bile napisane v prozi, a začinjene s poetičnimi odlomki. Nedavne raziskave turških in turkmenskih znanstvenikov so pokazale, da turkmenska različica knjige Dede Korkut vsebuje šestnajst zgodb, ki so bile prepisane in objavljene leta 1998.

### Datacija kompozicije
Delo je nastalo kot serija epov, ki so jih ustno pripovedovali in prenašali skozi generacije, preden je bilo objavljeno v knjižni obliki. Zbranih je veliko različic zgodb. Menijo, da so bile prve različice v naravnih verzih, saj je turščina aglutinativen jezik, vendar so se postopoma preoblikovale v kombinacije verzov in proze, ko so islamski elementi sčasoma vplivali na pripoved.
Za prve pisne izvode so bili predlagani različni datumi. Geoffrey Lewis ga datira dokaj zgodaj v 15. stoletje[29] z dvema slojema besedila: substratom starejših ustnih izročil, povezanih s spopadi med Oguzi ter Pečenegi in Kipčaki, ter zunanjim sklicevanjem na kampanje iz 14. stoletja. Konfederacija Ak Kojunlu. Cemal Kafadar se strinja, da ni bilo prej kot v 15. stoletju, odkar »avtor namazuje tako Ak Kojunlu kot osmanske vladarje«. Vendar pa Stanford Jay Shaw (1977) v svoji Zgodovini Osmanskega cesarstva to datira v 14. stoletju. Profesor Michael E. Meeker se zagovarja dva datuma in pravi, da so različice zgodb, ki jih imamo danes, nastale kot ljudske zgodbe in pesmi ne prej kot v 13. stoletju in so bile zapisane najpozneje v zgodnjih letih 15. stoletja. Vsaj ena od zgodb (8. poglavje) je obstajala v pisni obliki na začetku 14. stoletja iz neobjavljeni arabske zgodovine, Dawadarijevega Durar al-Tijan, napisane v Egiptu nekje med 1309 in 1340.
Natančno določitev je nemogoče doseči zaradi nomadskega življenjskega sloga zgodnjih Turkov, v katerem so se epi, kot je Dede Korkut, prenašali iz roda v rod v ustni obliki. To še posebej velja za epsko knjigo, kot je ta, ki je plod dolgega niza pripovedovalcev, od katerih bi lahko vsak naredil spremembe in dodatke, vse do dveh pisarjev iz 16. stoletja, ki sta avtorja najstarejših ohranjenih rokopisov. Večina preučevalcev starodavnih turških epov in ljudskih pravljic, kot sta rusko-sovjetski akademik Vasily Bartold in britanski učenjak Geoffrey Lewis, meni, da besedilo Dede Korkut »izkazuje številne značilnosti, značilne za azerbajdžansko, turško narečje Azerbajdžana«. 

## Unescova dediščina
Leta 1998 sta Republika Azerbajdžan in UNESCO predlagala in leta 2000 praznovala »tisoč tristoto obletnico epske azerbajdžanske legende Kitab-i Dede Qorqud«. Leta 2000 je generalni direktor Unesca pripomnil: »Epi – pri čemer imam v mislih predvsem tiste turško govoreče ljudstva, ki jih pripisujejo Dedeju Korkutu, ki jih je ustno izročilo ohranilo do 15. stoletja, preden so bile zapisane ... so vektorji zgodovinskih, geografskih, političnih, družbenih, jezikovnih in literarnih referenc ljudstev, katerih zgodovino se nanašajo.Čeprav je bilo veliko teh epov že zabeleženih, bi morale biti tudi ustne in gestikularne sposobnosti pripovedovalcev in griotov, ki jih ohranjajo pri življenju. brez odlašanja ovekovečeno. Zadeva je nujna.«
Od leta 1956 UNESCO obeležuje zgodovinske dogodke in obletnice uglednih osebnosti, ki jih praznujejo države članice in pridružene članice, da bi jim dal svetovni pomen. Azerbajdžan je leta 1998 razglasil Kitab-i Dede Qorqud kot prvo »praznovanje obletnic«.
Leta 1999 je Narodna banka Azerbajdžana kovala zlate in srebrne spominske kovance za 1300. obletnico epa. Epska kultura, ljudske pripovedi in glasba Dedeja Qorquda so bile novembra 2018 uvrščene na Unescov reprezentativni seznam nesnovne kulturne dediščine človeštva.